# Nerino Grassi
Nerino Grassi (Medole, 1931) è un imprenditore italiano.

## Biografia
È fondatore nel 1966 a Castiglione delle Stiviere (Mn), col fratello Arnaldo e oggi presidente, di Golden Lady Company, azienda leader specializzata nella produzione di calze, collant e  intimo. L'azienda è cresciuta attraverso l'acquisizione di marchi nazionali ed esteri della calzetteria e intimo, tra cui Omsa, Sisi (acquisito nei prini anni '90), Filodoro, Philippe Matignon, e i marchi americani No-Nonsense e Hue.
Nel 2010 risultava il più grande produttore di calze nel mondo, con quote del 50% in Italia e 20% negli Stati Uniti d'America.
Ha lanciato sul mercato nel 2014, unico al mondo, il "collant senza cuciture".
Figura tra i cento imprenditori italiani selezionati dalla rivista Forbes per il 2020.